# Le Coteau
Le Coteau este o comună în departamentul Loire din sud-estul Franței. În 2009 avea o populație de 6.940 de locuitori.

## Evoluția populației
| An        | 1975  | 1982  | 1990  | 1999  | 2006  | 2009  |
| --------- | ----- | ----- | ----- | ----- | ----- | ----- |
| Populație | 8.488 | 8.359 | 7.469 | 7.375 | 7.065 | 6.940 |